# N&Bブロック
N&Bブロック（エヌビーブロック）は、1968年に任天堂から発売されたブロック玩具。商品名のN&BはNintendo & Blockの略に由来する。エスビー食品の「S&B」などと同様に“&”は発音しない。

## 概要
1968年頃の日本の玩具業界では、従来から販売されていたレゴやダイヤブロックに加え、アサヒ玩具から「ワンダーブロック」、丸幡玩具から「プッシュブロック」が発売されてちょっとしたブロック玩具ブームになっており、任天堂もこれと同時期にN&Bブロックを発売した。なお、先にダイヤブロックを販売していた河田は任天堂の大口顧客であり、N&Bブロックはダイヤブロックと競合するが、発売前に「互いのブロック玩具事業には干渉しない。」という協定を結んでいた。
応募者へのトランププレゼントやデパート体験などの普及活動に力を入れており、1969年には月面探検車をモチーフとした『クレーター』の発売で人気を集めた。
商品ラインナップは2階建ての家や動物、月面探査車など、レゴブロック同様多彩なジャンルを取り上げている。仮面ライダー（1号）、ミラーマン、シルバー仮面といった他版権のキャラクターをモチーフにした商品も発売していた。従来のブロック玩具との相違点として、世界で初めて円型や半円型、円錐型のブロックを採用したことが宣伝されていた。本製品のカタログとしてN&Bプレイブックが発行されており、商品内に付属されている。
発売当初、レゴと結合可能な底面の形状がレゴの実用新案権を侵害しているとして、デンマークのレゴ本社から訴えられた。
1970年代に任天堂がエレクトロニクス玩具分野に軸足を移したことで、数年で撤退した。
1992年発売のゲームボーイ用ソフト『スーパーマリオランド2 6つの金貨』において、ブロックが積み上げられた一部ステージ内において「N&B」の表記が見られる。